# Regroupement social républicain
Le Regroupement social républicain (en italien : Raggruppamento Sociale Repubblicano, plus tard Parti du socialisme national, en italien Partito del Socialismo nazionale) est une formation politique néo-fasciste italienne active de 1952 à 1957, et de 1957 aux années 1960 au sein du cartel du Parti National du Travail, résultat de la scission de la gauche, socialisante et révolutionnaire, du Mouvement social italien – Droite nationale.

## Histoire
En septembre 1951, le courant de la « gauche » Missina se scinde en Comité central sur le soutien du parti au Parti national monarchiste (PNM), Giorgio Almirante et Filippo Anfuso votant en faveur du secrétaire Augusto De Marsanich, tandis qu'Ernesto Massi et Giorgio Pini restent opposés à l'alliance avec les monarchistes.

### Scission de 1952
Le courant est vaincu lors du congrès national de L'Aquila en juillet 1952 ; deux des trois principaux dirigeants de la « gauche » quittent le MSI, l'ancien sous-secrétaire de la République sociale italienne (RSI) Giorgio Pini et l'ancien directeur de La Stampa Concetto Pettinato. Quelques semaines plus tard, ils forment officiellement, le 31 août, à Bologne le Regroupement social républicain. Le colonel Massimo Invrea (futur général) est nommé secrétaire national par l'exécutif central. Cette formation comprend immédiatement des représentants du courant interne Missina des « groupes autonomes républicains ». Il se développe principalement dans le nord de l'Italie. Le « RSR » plaide pour la pleine application du Manifeste de Vérone.
Le symbole du parti est une flamme tricolore avec les lettres « RSR » entourées d'une couronne de laurier. L'organe officiel du mouvement est la Prima Fiamma, publiée tous les quinze jours à Turin.
Selon les rapports de Giuseppe Pardini, ils auraient eu des contacts avec des représentants du Parti communiste italien (PCI), dont Luigi Longo, pour le compte de la direction nationale du PCI, d'où la décision d'inviter les ouvriers adhérents au RSR à adhérer à la Confédération générale italienne du travail (CGIL) en lieu et place de l'Unione Generale del Lavoro (CISNAL). Ils ont aussi des relations avec les groupes de « Pensée nationale », dirigés par Stanis Ruinas, qui ne se sont finalement pas joints. En août 1953, le RSR change de nom pour devenir le Parti du socialisme national,.

### Scission de 1957
Le secrétaire adjoint du MSN Ernesto Massi, l'autre représentant de la gauche interne, qui a quitté le MSI en 1957 à la suite de la défaite au congrès national du MSI de Milan, confirmant le rôle modéré du secrétaire Arturo Michelini, crée le Parti national-travailliste (Partito Nazionale del Lavoro) en décembre 1957 quand l'aile gauche démissionnaire du parti se rassemble en masse et où convergent Giorgio Pini et Concetto Pettinato, tandis que l'aile traditionaliste et « évolienne » menée par Pino Rauti quitte également le MSI pour créer le Centro Studi Ordine Nuovo.
Aux élections politiques de 1958, le Parti national-travailliste présente des listes à la Chambre dans cinq circonscriptions, mais n'a aucun élu.